# Petr Kocek
Petr Kocek (Nový Bor, districte de Česká Lípa, 26 de maig de 1952) va ser un ciclista txecoslovac, d'origen txec, que competí en el ciclisme en pista. Va participar en dues edicions dels Jocs Olímpics.

## Palmarès
- 1977
  - Campió de Txecoslovàquia en Quilòmetre
  - Campió de Txecoslovàquia en Persecució per equips
- 1978
  - Campió de Txecoslovàquia en Quilòmetre
  - Campió de Txecoslovàquia en Madison
- 1979
  - Campió de Txecoslovàquia en Quilòmetre
  - Campió de Txecoslovàquia en Persecució per equips